# Erpornis
Erpornis is een monotypisch geslacht van zangvogels uit de familie vireo's (Vireonidae). De enige soort:
- Erpornis zantholeuca  – Groene meestimalia